# アノモクロア属
アノモクロア属 Anomochloa Brongniart 1851. はイネ科の植物の1つ。根出状に出る葉には長い葉鞘と柄があり、葉身は幅広くハート型に近い。単一の種が南アメリカに産するが、生育地はきわめて限定的で、絶滅が危惧されている。イネ科でもっとも原始的なものの一つと考えられている。

## 特徴
タイプ種であり、また唯一の種でもある A. maranthoidea に基づいて記す。なお、この種小名はこの種の纏まって出る幅が広くて偽葉柄を持つ葉の姿がクズウコン科 Marantaceae の属種を思わせる姿をしていることによる。

### 栄養体
背丈1m程になる植物で、多数の茎が緩やかにまとまって群生状となる。支柱根はない。匍匐茎は仮軸状に分枝し、長さ0.5〜5cm、径7mm、紙質で弱い。
稈は弱々しく、高さ50cmほどまで。葉はその基部近くに集中してつき、その下部のものは葉身のない鞘となっていて、それが5〜10並んだ後に葉身がよく発達した葉がつく。その最下のものでは葉身は卵形で長さ数mm。細かくて柔らかな毛に被われており、葉身は上の方では次第に細く長くなる。最上部のものは葉身のない線形の鞘となり、鞘の長さ23cm程まで。
1つの稈につく葉は4〜7枚で、稈の基部に集中しており、ただし最上の1枚が往々に離れてついている。その基部は強く2列性を示し、また放射状に広がり、それによって葉身は地上からそれぞれに異なる位置にある。
葉鞘は直立し、黄緑色を呈し、中空で溝は口を開けており、長さは15〜30cm、幅は1cmまで。その断面では半円形となっており、その縁は明らかな膜質の翼となって突き出し、その幅は基部近くでは5mmに達する。この翼は先端に向けて狭まり、先端近くでは1〜2mmになる。この部分ではその一端が広がって丸みを帯びた無毛の耳状突起となっており、その長さは1〜3mmほど。鞘のの頂端部には側面の突起や口部の棘などはない。内側の葉舌は長さ1〜2mmの長さの棘毛が密に並び、切れ込みのある房飾りの形に並んだもので、膜になっていない。外側の葉舌はない。
偽葉柄ははっきりと鞘の頂端から区別でき、長さ13〜18cm、特に短いものは5cm、長い方では23cmに達する例もある。中空になっており、向軸方向に溝があり、両側に葉枕があり、下側のものは3mmまで、上側のものは5mmまでの長さがある。そのどちらも硬くて膨らんでおり、暗色で、長さ1.5mmほどの透明な毛が密着するように生えている。これは特に向軸方向に顕著である。
広がった部分の葉身は小さいものは長さ18cmだが普通は25〜40cm、幅は小さい例で4cm、普通は6〜10cm。幅の狭い槍の穂形か、一番普通なのは卵状の槍の穂形となっており、葉の基部側の半分くらいまでは両端は平行になっており、そこから先端にかけて次第に幅が狭くなってゆく。葉身は薄くて紙質、上面は平滑、裏面は強くざらつき、葉脈はほとんど完全に平行に走り、ほとんどの脈が葉身の基部で会合している。葉身の基部は切り落とした形からわずかに心形に凹んでおり、その両端はほんの少し耳状になり、上側の葉枕の両側がわずかに上向きに曲がっている。主脈は裏表の両面で盛り上がり、明瞭でその両端はほんのわずかにオーバーハングし、低いドーム状になっているが、背面側ではそれほど明瞭ではない。葉の縁は滑らかで、しかし先端近くでは粗くなっている。第一次側脈は主脈の両側に4〜6本ずつあり、更に細かい側脈は0.8〜1mmの幅で並んでいるが、これらは裏面からしか見えない。それらを横につなげる細かな葉脈もあるが、これらも裏面からしか見えない。第1次側脈と細脈の中間的な太さの葉脈が第1次側脈の間に入ることがある。稈の一番上から出る葉は往々に小さく、長さ10cm程の葉鞘は膨らんでおり、偽葉柄は短く、葉柄の拡張した部分は卵形で長さ10〜15cm程。

### 生殖器官
花序はやや無毛の長さ5〜7cmの花柄の上に出て頂生し（ただし先端の葉の葉鞘に隠れて見えにくい場合もある）、穂状花序的で、発達中は曲がっていることもあるが成熟時には真っ直ぐになる。左右から扁平で左右対称となっており、長さは7〜14cm。幅は1.3〜2.5cmだが、分花序を包む苞葉が成熟に従って膨らむと5cmにまでなる。端には完全に発達した小穂をつける。花軸はジグザグ状で軟毛が多く(特に結節点の下)、交互に4〜7個の分花序を付ける。その最下のものはそれより上のものとは5cm程離れることがある。個々の分花序は一般的な苞に包まれており、この苞は長さが.5〜9cmあり、折りたたまれた状態での幅は0.7〜1cm、先端が槍のように尖って突き出し、先細りになり、その背は丸まっているが、先端近くでは何となく竜骨状になっており、緑色で明らかに多数の脈があり、横に連絡する細脈がある。最下の分花序を包む一般的な苞は密着するように斜上し、その先端に5cmまでの長さの葉身を付けることが多い。それより上の分花序を包む一般的な苞は互いに強く折り重なり、また葉身は付けず、次第に小さくなり、成熟につれて軸から離れてくる。
分花序は強くねじれた軸に沿って5個までの小穂が並ぶ。分花序の軸は直立してその先端の小花柄の上に小穂をつける。小花柄は肥厚し、多少とも倒円錐形をしており、長さ7〜15mm、径が2〜3mm。主軸はその基部の背軸側に2つ、小苞葉がある。この小苞葉は大きさが同じではないが、共に線形で膜質で脈がなく、先端には繊毛を持つ。小さい方は線形で繊細で、竜骨はなく、長さは5mmまで、大きい方はわずかだけ枝の上側に着いており、普通は槍の穂のように突きだした形で、強い竜骨があり、長さは10mmまで。主軸はまた小花柄の両脇にある膜状の苞葉の上に、膜質で鱗状、楕円形、あるいは卵形の苞葉を付ける。この苞葉は長さ7.5〜15mmほどでしっかりした、時に毛の多い主脈があり、またその両側面に微かな脈を数本走らせており、それらの先端部もときに毛が多い。この苞葉もまた内側に苞葉を抱えており、後者の苞葉は次の小穂に隣り合っている。後者の苞葉は長さ5〜13mmで、時に小穂の小花柄を越える。そしてその上に未熟な、あるいは完成した小穂をつける。分花序の分枝はサソリの尾のような集散花序のような形で繰り返され、3つまでのよく発達した小穂と、2つのより小さな未発達の小穂をつける。それぞれの側面の分枝は卵形で竜骨のある鱗片的な苞葉に包まれる。この苞葉の中肋はそれぞれ連続する低い方、および高い方の囲む苞葉に納まり、それぞれの苞葉の軸はその結果として
小穂は頂生し、1つの小花のみを含み、両性を備え、成熟時には小花柄の部分から脱落する。脱落性の下方の苞葉、それと円柱形の節間部で区切られた永続性の上部の苞葉からなり、後者が小花を包んでいる。下方の苞葉は長さ10〜15mm、幅広い槍の穂先型をしており、その背面の下部は丸くなって、上の方では何となく竜骨状になっている。緑色で10〜17本の脈が走り、その間には明らかな横断脈がある。先端部は透明で、その縁沿いに毛が生えている。
内側の苞が長い角状突起を持ち、その先端から柱頭が出ること、4本の雄しべを持つことは単子葉植物では他に例がない。
集散花序は成熟すると下向きに垂れ、種子の散布はアリによるとも考えられている。

## 分布と生育環境
唯一の種である A. maranthoidea はブラジル・バイーア州のUna 市近郊で、熱帯林の遮蔽された森林内に生育している。生育地は急峻で岩の多い丘陵地の脇の湿潤な森林内にあり、その標高は120〜200mである。
ただし本種の生育地の確定には紆余曲折があった。本種を記載した Adolphe Brongniart はブラジルから送られた栽培下の本種を元に記載したのであった。この植物はその後にキュー植物園に送られ、少なくとも1866年までは栽培されていた。この株を元に搾葉標本が作られ、後の研究者はそれを利用することは出来た。が、生体の再発見はなく、新鮮な資料が利用できなかった。記載の時の植物の採集地については、その記載論文にはその出所としてブラジル、バーイア州ということと採集者らしい名が記されているのみだった。後に栽培品から作られた標本のデータでは、あるものは採集地としてリオデジャネイロの名が記されている等、いくつかの混乱があった。多くの研究者がこの植物の再発見を目指したがなかなか見つからなかった。
T. R. Soderstrom は現地調査でこの植物を探す一方で、上記記載に出てくる採集者の名からその人物を特定するための文献調査も行い、そこから採集地を推理することも試みた。それらの情報を参考にしつつ、1976年に上記の産地でついに再発見にたどり着いた。この間、絶滅したものとの判断も行われていた由。
ただしこの生育地はすぐに消滅した。このような熱帯域でよく見られる事例である、とのこと。1989年の時点で接近の容易な生育地はただ一つ、カカオのプランテーションに隣接した斜面にある、と述べられており、プランテーションが拡張されない限りは安全であろう、等と言われている。1997年の情報では『カカオ畑の上方のわずかに残された熱帯雨林の林床に70個体ほどがかろうじて生存』している状態であるというから、掛け値無しの絶滅危惧種である。

## 分類
本属はイネ科の中でもっとも原始的なものと考えられてきた。形態的な面では通常の小穂を作らないこと、葉舌がほとんど発達しないことは他のイネ科には見られないことで、本属と、やはり南アメリカに産するストレプトカエタ属 Streptochaeta 以外のどのイネ科にも見られない特徴となっている。
この2属はその外形は多分に異なっているが、いずれもイネ科の中で特に原始的な特徴を有するものと見られてきたものであるが、分子系統の研究成果もこれを支持しており、現在ではこの2属が1つのクレードをなし、この2属以外の全てのイネ科に対する姉妹群をなす、という判断となっており、ここからこの2属を纏めてアノモクロア亜科 Anomochlooideae を立てている。ただしこの両者の関係も近いものではなく、それぞれに独立の連を立てることが行われており、本属はアノモクロア連 Anomochloeae に含められている。